# Bruno Mars: Live in Brazil
Bruno Mars: Live in Brazil é a turnê promocional do cantor e compositor americano Bruno Mars. A turnê passará pelo Brasil com início em 4 de outubro de 2024, em São Paulo, e encerramento em 5 de novembro de 2024, em Belo Horizonte. Devido à grande demanda, datas extras foram adicionados no Rio de Janeiro, em São Paulo e em Brasília. Os shows são produzidos pela Live Nation e patrocinados pelo Banco Santander e Budweiser.

## Antecedentes

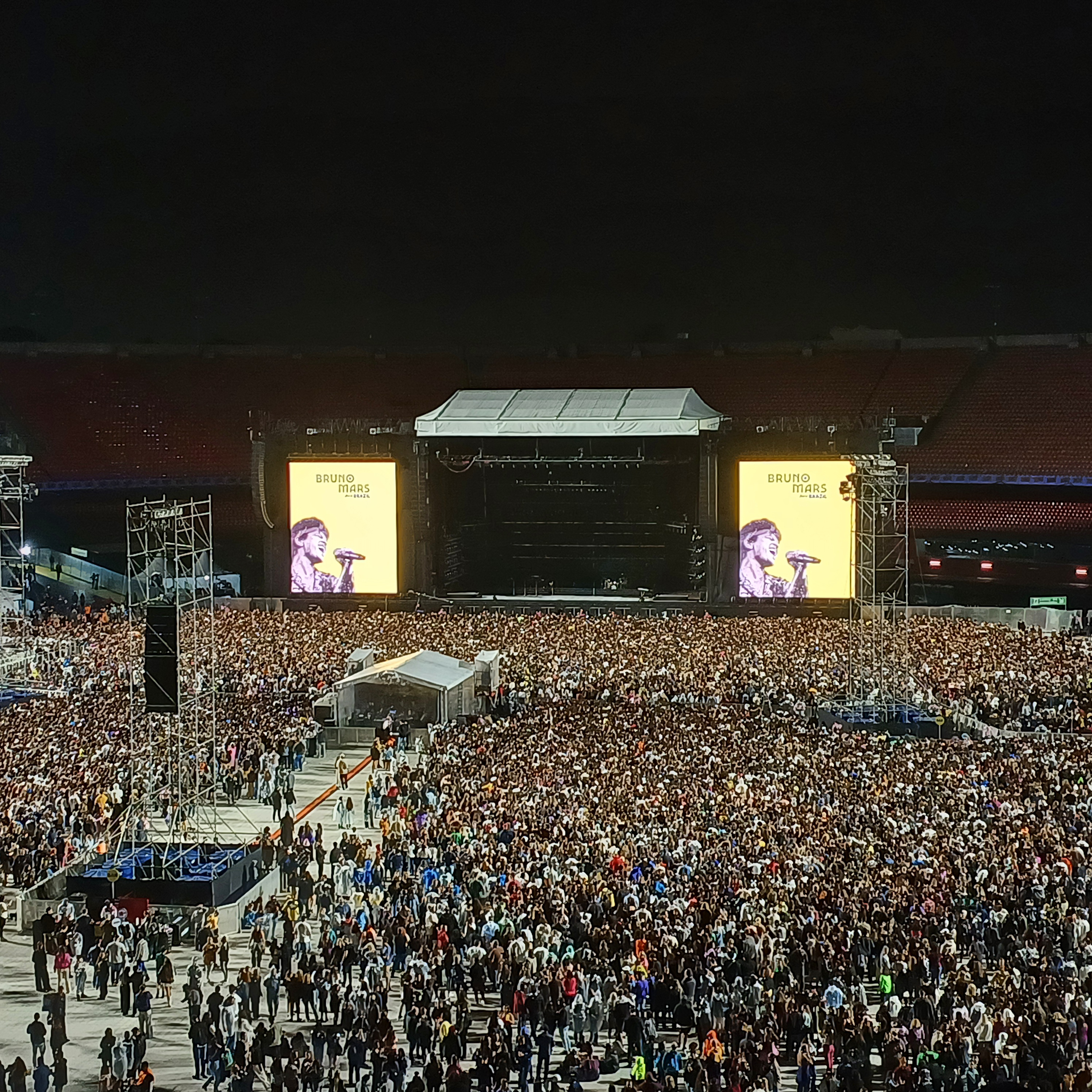
Palco do show, no Morumbis

Em setembro de 2023, Bruno Mars foi headliner na primeira edição do The Town Festival. Em duas apresentações, o cantor lotou o
Autódromo de Interlagos, mostrou sua sequência de hits, fez brincadeiras com o público e tocou o instrumental do clássico romântico “Evidências”, de Chitãozinho & Xororó.
Foi também no festival que ele apresentou aos brasileiros o apelido "Bruninho". Depois da passagem pelo país, o artista gravou um vídeo pelas ruas de São Paulo, ao som "Bruninho's Theme Song", um funk que traz na letra um pedido frequente dos fãs brasileiros do músico: "Come to Brazil/Bruno, come to Brazil".
Em 1 de maio de 2024, cartazes com a frase "The Return Of Bruninho" (O Retorno de Bruninho) apareceram em diferentes cidades do país, indicando uma possível vinda do artista ao Brasil.
Em 2 de maio, através de suas redes sociais, a produtora Live Nation fez o anúncio oficial das apresentações. Inicialmente, quatro shows foram divulgados: 4 de outubro no Rio de Janeiro, 8 e 9 de outubro em São Paulo e 17 de outubro em Brasília. Devido à grande demanda, todos os quatro shows anunciados deram sold out em menos de 1 hora, o que levou a produtora a anunciar, posteriormente, mais 4 apresentações: 5 de outubro no Rio de Janeiro, 12 e 13 de outubro em São Paulo e 18 de outubro em Brasília.

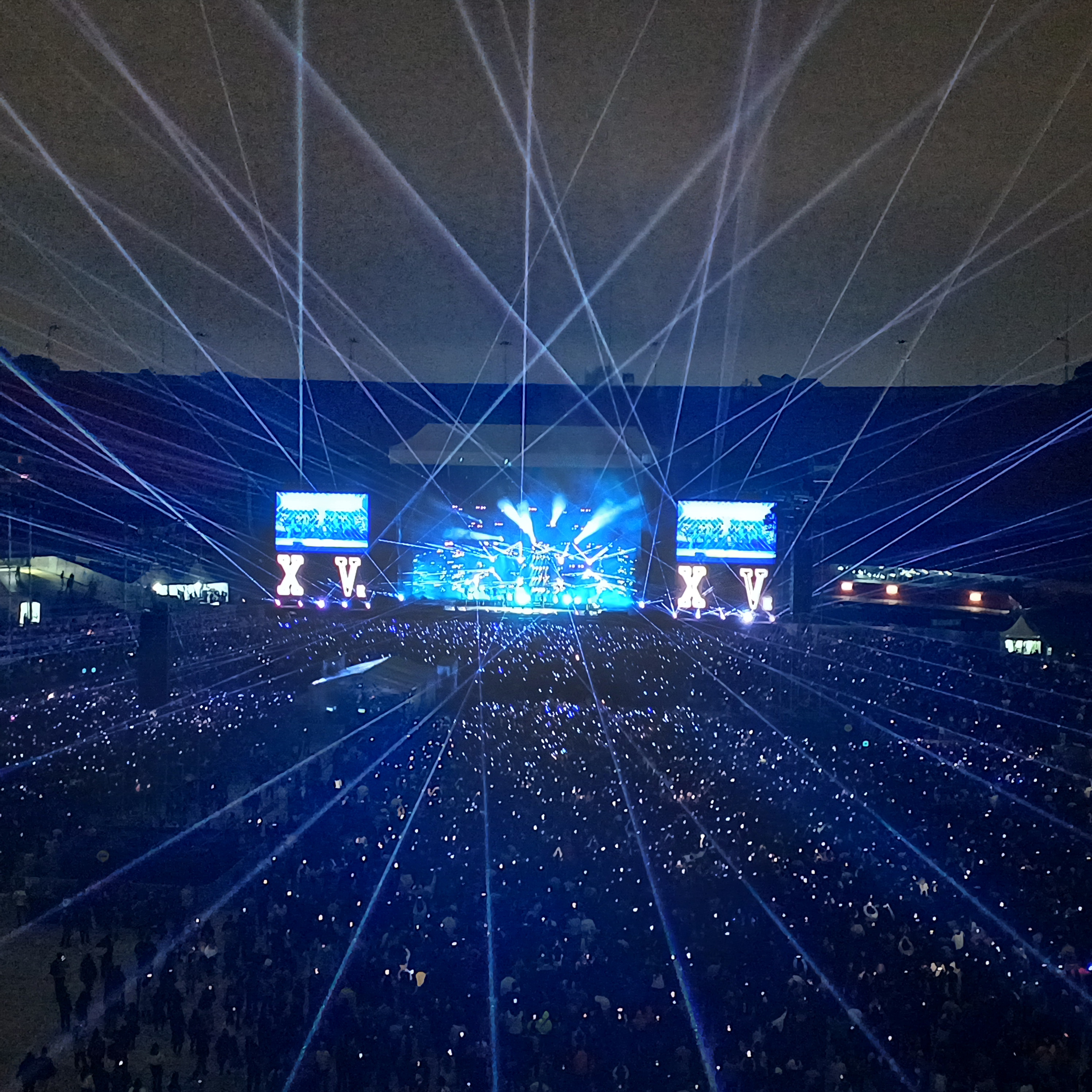
Show de luzes na apresentação em São Paulo

Em 9 de maio, a prefeitura do da Cidade do Rio de Janeiro emitiu uma notificação para a produtora Live Nation, por meio da Procuradoria Geral do Município, determinando a suspensão dos shows de Bruno Mars na cidade. A administração pública ressaltou que "as referidas datas precedem o primeiro turno das eleições de 2024, para o qual é necessária a mobilização da força de trabalho de servidores públicos, notadamente aqueles dedicados à segurança pública, para o transcurso pacífico e democrático da votação que ocorrerá horas após as supostas apresentações".
Posteriormente, em 17 de maio, em comunicado oficial, a produtora Live Nation anunciou o reagendamento dos shows no Rio de Janeiro e em
Brasília.
Até então, esta é a maior turnê de um artista internacional no Brasil. O recorde era do grupo pop mexicano RBD, com 13 shows, na Tour Generación RBD, em 2006. Bruno Mars quebrou o recorde com 14 apresentações, em 2024.

## Repertório
Este repertório é referente ao concerto de 4 de outubro de 2024, em São Paulo. Até o momento, este não é representado para todos os shows desta turnê.
1. "24K Magic"
2. "Finesse"
3. "Treasure" / "Liquor Store Blues"
4. "Billionaire"
5. "Perm"
6. "Calling All My Lovelies" / "Wake Up in the Sky"
7. "That's What I Like" / "Please Me"
8. "Versace on the Floor"
9. "It Will Rain"
10. "Marry You"
11. "Runaway Baby"
12. "Fuck You" / "Young, Wild & Free" / "Grenade" / "Talking to the Moon" / "Nothin' on You" / "Leave the Door Open" / "Die with a Smile"
13. "When I Was Your Man"
14. "Locked Out of Heaven"
15. "Just the Way You Are"
16. "Uptown Funk"

## Datas
| Data           | Cidade         | País           | Local                          | Público        | Receita        |
| América do Sul | América do Sul | América do Sul | América do Sul                 | América do Sul | América do Sul |
| -------------- | -------------- | -------------- | ------------------------------ | -------------- | -------------- |
| 4 de outubro   | São Paulo      | Brasil         | Estádio MorumBIS               | –              | –              |
| 5 de outubro   | São Paulo      | Brasil         | Estádio MorumBIS               | –              | –              |
| 8 de outubro   | São Paulo      | Brasil         | Estádio MorumBIS               | –              | –              |
| 9 de outubro   | São Paulo      | Brasil         | Estádio MorumBIS               | –              | –              |
| 12 de outubro  | São Paulo      | Brasil         | Estádio MorumBIS               | –              | –              |
| 13 de outubro  | São Paulo      | Brasil         | Estádio MorumBIS               | –              | –              |
| 16 de outubro  | Rio de Janeiro | Brasil         | Estádio Olímpico Nilton Santos | –              | –              |
| 19 de outubro  | Rio de Janeiro | Brasil         | Estádio Olímpico Nilton Santos | –              | –              |
| 20 de outubro  | Rio de Janeiro | Brasil         | Estádio Olímpico Nilton Santos | –              | –              |
| 26 de outubro  | Brasília       | Brasil         | Arena BRB Mané Garrincha       | –              | –              |
| 27 de outubro  | Brasília       | Brasil         | Arena BRB Mané Garrincha       | –              | –              |
| 31 de outubro  | Curitiba       | Brasil         | Estádio Couto Pereira          | –              | –              |
| 1 de novembro  | Curitiba       | Brasil         | Estádio Couto Pereira          | –              | –              |
| 5 de novembro  | Belo Horizonte | Brasil         | Estádio Mineirão               | –              | –              |